# Sophie Amalie af Braunschweig-Lüneburg
Sophie Amalie af Braunschweig-Lüneburg (24. marts 1628 – 20. februar 1685) var dronning af Danmark og Norge fra 1648 til 1670. Hun var den ældste datter af hertug Georg af Braunschweig-Lüneburg og Anna Eleonora af Hessen-Darmstadt og gift med Frederik 3. Hun var en drivkraft i opgøret med adelen, ikke mindst Christian 4.s uægte døtre og deres ægtemænd, og menes at have spillet en væsentlig rolle ved indførelsen af enevælden.
Hun yndede at jage. Hun drev forsøgslandbrug ved Furesøen og stod bag væsentlige byggerier, således på Hirschholm og opførelsen af Sophie Amalienborg i København (som dog brændte få år efter hendes død). Vilkårene for bønderne på hendes livgeding på Falster var hårde, og hun mildnede derfor gang på gang situationen fx ved at sælge brændselstræ til nedsat pris, ved at give dem fri gærdsel og ved at eftergive bønderne deres gæld.
Under svenskekrigene, som hun givetvis også havde medansvar for, udviste hun stort personligt mod ved at ride rundt og opmuntre forsvarerne, blandt andet under selve stormnatten den 11. februar 1659.

## Barndom og ægteskab
Fra sin fader, der var en af 30-årskrigens ejendommeligste skikkelser, synes hun at have arvet en urolig, intrigesyg energi, fra hele sin slægt et excentrisk, lidenskabeligt temperament forenet med higen efter fornøjelser og magt. Om hendes opdragelse og ungdom vides dog intet, før hun 12 år gammel, i marts 1640, blev trolovet i Celle til den daværende ærkebiskop i Bremen Frederik af Danmark. Den 1. oktober 1643 (da hun var 15 år gammel) fandt brylluppet sted på Glücksborg Slot ved Glückstadt. Hurtig vandt hun indflydelse over sin ægtefælle i de for ham så bevægede år, der fulgte, de år, i hvilke han mistede sine stifter i 1645 efter en svensk besættelse og derefter tog ophold på Flensborg Slot, trykket af pengeforlegenheder, ifølge Christian 4. "uden et lagen"; her fødte hun sit første barn, men med det stadig stærkere håb om snart at blive Danmarks konge. Dette skete også: den 24. november 1648 kronedes hun til dronning i Vor Frue Kirke i København. Som gave fik bruden et diamanthalsbånd, et smykke med hendes og ægtefællens navnetræk, og to armbånd bestående af 8 kasseformede led, på forsiden med relieffer afspejlende årstiderne med blomster og i alt 52 diamanter, en for hver af årets uger, på indersiden emaljerede motiver.
I ægteskabet blev født otte børn.
Hun lod sig male adskillige gange af Abraham Wuchters, Wolfgang Heimbach og Karel van Mander.

## Dronningen
Som dronning viste Sophie Amalie sine stærkeste sider, og skønt hun fra tid til anden led nederlag, var hun en vedvarende kilde til styrkelse af kongemagtens stilling over for adelen. Hendes brødre, og da navnlig den af dem, som hun nærmest var knyttet til, hertug Johan Frederik af Hannover, viste stærke enevældige lyster, og det viste sig også snart, at Sophie Amalies tilbøjeligheder gik i samme retning.
Sophie Amalie fik tidlig stor indflydelse på sin tavse gemal. Frederik var forholdsvis indesluttet, så det blev i høj grad hans hustru, der kom til at markere kongeparret udadtil. Hun beskrives som køn, frodig, udadvendt og med behov for fysisk aktivitet. Samtidig ønskede hun del i magten, var hurtig i sine afgørelser, forstod at knytte folk til sig med gunstbevisninger og var modebevidst.
Endnu ved datteren Frederikke Amalies dåb 1649 mødte adelen talstærkt op. Dermed var der lagt op til fremtidigt samarbejde. Men Christian 4.s døtre med Kirsten Munk og deres adelige ægtefæller, der så at sige havde udfyldt tomrummet efter dronning Anna Cathrines død i 1612 og blandt andet ved korruption levede overdådigt, udgjorde en udfordring for det nye kongepar. Corfitz Ulfeldt, som havde ansvaret for statens finanser, fandt veje til at berige sig selv ved returkommissioner fra leverandører af de våben, der var nødvendige for at føre krigen. Denne virksomhed stoppede umiddelbart ved fredsslutningen i 1645. Imidlertid stod Ulfeldts rigdom i et grelt skær i forhold til rigets fattigdom.

### Opgøret med Leonora Christina
Da den gamle konge, Christian 4., døde, opstod der en magtkamp mellem rigshofmester Corfitz Ulfeldt og hans kone, den uægte kongedatter Leonora Christina, og Frederik 3. og Sophie Amalie. Da Frederik blev konge i 1648, måtte han i første omgang give store indrømmelser. Sophie Amalie så med mistillid på den gamle danske adel, og denne med ikke mindre på hende. Hun gjorde, hvad hun kunne, for at ophidse kongen mod Corfitz Ulfeldt; en medvirkende grund hertil var også det stærke nag, som hun havde fattet til Leonora Christina. Hun beskyttede deres fjender og havde sin del i deres fald 1651. Personlig fik hun også fordel deraf: hun fik Ulfeldts len Hirschholm eller Hørsholm (omdannet til et amt), hvis tilhørende slot hun derpå udstyrede prægtigt, måske endog med en række scener af hendes eget liv, malede af Karel van Mander; fra 1654 fik hun tillige Hven. Hun var dernæst den, som i høj grad bidrog til at holde kongen borte fra kongeriget i over et år i 1654-55; lystig levede hoffet i den tid på Flensborghus til Rigsrådets store bekymring.

### Svenskekrigene
Sophie Amalie hørte til dem, der - støttet af Theodor Lente og Frederik Ahlefeldt, uden tvivl har været ivrig for at drive kongen frem til fredsbruddet i 1657. Måske har tabet af Bremen i 1645 haft en medvirkende indflydelse i ønsket om revanche mod Sverige. Under svenskekrigene 1658-60 spillede Sophie Amalie en stor rolle i Danmarks Rigsråd. Under den første svenske krig ledsagede hun i august 1657 Frederik 3. til Frederiksodde; under fredsforhandlingerne i 1658 opnåede hun at forhindre, at Hørsholm skulle gives tilbage til Ulfeldt; kort efter måtte hun dog finde sig i, at Karl 10. Gustav rejste krav på Hven. Da kom under den anden krig de eneste virkelig store og stolte dage i hendes liv, de, i hvilke hun viste sandt heltemod og udholdenhed under Københavns belejring, så vel i de lange og trange tider, hvor hun med sin ægtefælle færdedes til hest på volden og opmuntrede forsvarerne, som under selve stormnatten den 11. februar 1659.

### Enevældens indførelse
I den efter krigens slutning påfølgende statsforandring har hun utvivlsomt også spillet en betydelig rolle; hun har sikkert været indviet i sammensværgelsen fra første færd af og bidraget stærkt til at drive kongen frem i enevældig retning. Som enevældig dronning benyttede hun i høj grad sin magt til at tilfredsstille sit personlige fjendskab, således navnlig over for Kaj Lykke og Leonora Christina, men hendes politiske indflydelse blev snarere mindre efter 1660. Hun tog levende del i de intrigekampe ved hoffet, hvorpå enevældens første tiår var så rigt, og støttede særlig Hannibal Sehested; derimod blev forholdet mellem hende og Christoffer Gabel snart spændt. Gabels udnævnelse til statholder i København 1664 var et stort nederlag for hende.

### Opgøret med Kaj Lykke
Kaj Lykke var storgodsejer, blandt andet af Gisselfeld og Rantzausholm (senere Brahetrolleborg). Han havde været i Christian 4.s tjeneste og var Corfitz Ulfeldt behjælpelig med at få Vibeke Kruse fjernet fra hoffet. Han var en dygtig godsejer og tillige kvindebedårer. Et af hans ofre, Sophie Abelsdatter, følte imidlertid sit ry truet og skrev til ham om at afslutte forholdet. Kaj Lykke svarede hende i et brev: "I skulle høre, hvad de taler om vor dronning, at hendes lakajer ligger i med hende, hvilket vel også er sandt, efterdi at hun gør sig helt gemen med dem." Sophie Abelsdatter blev kort efter gift med Peter Børting. Under krigen 1657-60 var Børting bestyrer for Rantzausholm. Efter en retssag mod en foged, Hans Lauridsen, som var endt til Børstings fordel, kom Kaj Lykke hjem og fik retssagen genoptaget, Lauridsen frikendt og Børsting fyret. Denne ønskede at hævne sig og benyttede Lykkes gamle brev. Et forlig mislykkedes, da Lykke forlod landet. Sagen var dermed klar, majestætsfornærmelse. Dommen faldt den 2. september 1661: Kaj Lykke blev fradømt ære, liv og gods. Kaj Lykkes hustru, Øllegaard Gyldenstjerne, fik dog lov til at bevare de værdier, som hun havde bragt ind i ægteskabet. Hun overtog herregården Bidstrup ved Randers, og her levede ægteparret til hendes død i 1697. Episoden viste, at man gjorde klogt i ikke at tale ilde om Sophie Amalie.

### Frankofil
Sophie Amalies families medlemmer var også i højere grad end vistnok noget andet tysk fyrstehus påvirkede af den fra Frankrig udgående ånd, ikke alene i kulturel, men også i politisk henseende. Hun var en drivkraft til at fremme den dog allerede før hendes dage begyndte indflydelse af franske moder og sæder. Hun forskrev sine dragter og adskillige andre fornødenheder fra Paris, hun havde hos sig en fransk sangerinde, men navnlig lod hun alle hoffester påvirkes af den franske smag, om end vel med en tilsætning fra de samtidige tyske fredsfestskuespil og måske delvis med hendes brunsvigske slægtninges hoffer som mellemled. Til dagens orden kom nu at høre balletter, mytologiske fremstillinger og optrin, der fremstillede hyrde- og landlivet. Hun udstyrede disse fester med den mest udsøgte elegance, dansede selv med ved dem, lagde for dagen en betagende ynde, optrådte afvekslende i kostumer som bondepige, som hyrdinde, som amazone, men helst som Diana, gudinden for hendes yndlingstilbøjelighed, thi fortrinsvis elskede hun jagten, og ofte forlod hun hovedstaden for at dyrke den, især jagten på svaner.

### Byggerier
Som enevældens dronning forstod Sophie Amalie at manifestere sig, blandt andet gennem byggerier. Dette kostede store summer. Hun stod bag pragtfulde byggeforetagender på Hørsholm Slot, som hun havde fået i 1650 efter Corfitz Ulfeldts fald.
To nye slotte rejste sig i tilknytning til hendes person. Det ene, Dronninggaard ved Furesøen, blev allerede påbegyndt i 1661, da Frederik 3. samtidig med, at han opførte Frederiksdal ved den anden side af søen, skænkede Sophie Amalie det næs, der skød ud i søen, og blev, da det nogle år efter var færdigt, skuepladsen for elegante fester i hyrdestilens og rokokoens Smag. I tilknytning til slottet blev indrettet et hollænderi og drevet
landbrug med oldenborgske køer og høns og gæs af fremmed race.
Det andet blev opført i Hovedstaden. Området, hvor Frederiksstaden kom til at ligge, blev først indlemmet i København ved den store byudvidelse, som Christian 4. foretog. Området øst for Bredgade blev dog opgivet som handels- og boligkvarter. I 1660 havde dronning Sophie Amalie opkøbt en række grunde i dette ubebyggede område for her at opføre et lystslot til erstatning for hendes landejendom "Dronningens Enghave" uden for Vesterport, der var ødelagt under svenskernes belejring af København 1658-60. I 1664 lod hun begynde Indretningen af en prægtig fransk have i det ny kvarter i den østlige del af København.
På trods af de dårlige tider efter svenskekrigene lykkedes det dronningen at skaffe midler, så hun 1667-73 kunne opføre lystslottet "Sophie Amalienborg" (som brændte i 1689 og gav plads for det nuværende Amalienborg). Dronningens kammertjener, Bendix Schiøll, tog sig af spørgsmål vedrørende bygningens udseende. Bygningen var ikke stor. Oprindelig skulle bygningen blot have været et monumentalt havehus, men efter kongens død i 1670 ændredes planerne, det allerede opførte blev revet ned, og der opførtes en hovedbygning i tre etager med lave sidefløje, som endte i småpavilloner med pyramideformede tage. Bygningen var udformet som et "Belvedere" i barokstil som en italiensk villa, et "casino" med høj underetage, en hovedetage og en lav mezzanin. Den havde pilastre mellem svære vinduesindramninger og en hesteskoformet trappe, som førte op til havestuen på 1. sal. Hovedfløjen havde fladt tag med en balustrade karakteriseret som altan, der afsluttedes med tre små bygninger, hvoraf det i midten var et lysthus med karakter af et tårn. Fra taget havde dronningen udsigt over både København og Øresund samt over haven, der var kopieret efter André Le Nôtres haveanlæg ved Chantilly. Bygningen lå som en lang fløj langs hele havens ene smalside. Her opholdt hun sig ofte, efter at hun blev enke i 1670.

### Hofintriger
Hun fik også under de nye forhold lejlighed til at tilfredsstille personlig hævn, således over for Kaj Lykke og Corfitz Ulfeldt, mest dog over for Leonora Christina; sikkert har hendes had været en hovedårsag til dennes strenge behandling i fængslet, lige så vel som til, at hun i lange tider forblev siddende i dette uden dom. Men Sophie Amalie havde dog allerede under Frederik 3. store skuffelser. Hun stod midt i intrigekampen ved hoffet, støttede Hannibal Sehested, benyttede mærkelige parvenuer som kammertjeneren Jacob Pedersen, men havde også netop derfor sine modstandere. Og imellem disse var Gabel, uvist fra hvilket tidspunkt, trods det fællesskab imellem dem, der lå i modsætningen til den danske adel. Hans ophøjelse 1664 til statholder i København og Jacob Pedersens umiddelbart påfølgende flugt betegnede hendes nederlag. Men heller ikke Frederik 3.s øvrige dispositioner, især de, han traf ved Kongeloven, var efter hendes ønske; hun havde håbet at beholde en sikret stilling for sin magt selv efter hendes ægtefælles død. Et ejendommeligt bevis på den ængstelige uro, der kunne gribe hende, var den rimeligvis ubegrundede mistanke om et forgiftningsforsøg på Dronninggaard i 1668.

## Enkedronningen
Efter Frederik 3.s død boede hun for det meste på sit livgedingsslot Nykøbing på Falster, hvortil hørte alt krongodset på Lolland og Falster; desuden havde hun Maribo Kloster, Hørsholm Slot og Dronninggård. Hendes politiske indflydelse var nu i det væsentlige forbi. Hun havde håbet at kunne beherske sønnen, men han blev snart ked af hendes formaninger og råd. Hun søgte dog, så godt hun kunne, at deltage i intrigespillet ved hoffet og begunstigede særlig Griffenfeld for ved hans hjælp at sætte sine ønsker igennem.

### Forholdet til børnene
Sophie Amalie synes at have bekymret sig meget om sine børns skæbne. Både døtrene og prins Jørgen blev passende gift.
Hendes yndlingsplan var at få den yngste datter Ulrikke Eleonore gift med den svenske konge Karl 11. Krigen med Sverige 1675-79 og siden Griffenfelds fald kom hende derfor meget ubelejligt. Efter Skånske Krig søgte hun at virke for snarlig fred af hensyn til datterens ægteskab, hvilket medførte nye intriger ved hoffet, og i 1680 opnåede hun at se det svenske ægteskab fuldbyrdet.
I sit testamente, som havde været deponeret hos hendes brødre i Hannover, forsøgte hun at begunstige sin yngste søn, prins Jørgen, men kongen kuldkastede dette.

### Godsadministrationen på Lolland-Falster
I henhold til kongeloven bestemtes i § 20 om dronningens livgeding, at "Ejendommen samt al kongelig overmagt (er) stedse hos kongen forblivende". Konkret fik hun fri dispositionsret, men hærvæsen, skatter, told og accise gik til statskassen. Som leder af sin administration i København havde Sophie Amalie Reinholt Meier, på Falster var det fra 1672 amtmand Cornelius Lerche til Nielstrup, der tillige var stiftamtmand. Han blev i 1681 afløst af Thomas Grote. I livgedingperioden ophold hun sig kun i kortere perioder i Nykøbing, i det længste en toårig periode. Blandt andet foretog hun rejser til sine slægtninge i udlandet. Det blev således ved sine skriftlige ordrer og bestemmelser, at hun påvirkede driften af livgedinget.
I 1662 havde Sophie Amalie konstateret, at præster havde mærket svin med eget brændejern til olden. Hun befalede, at de fremover kun måtte ske med kronens jern. Senere, i 1683, krævede enkedronningen hårde indgreb mod betjente og undersåtter, der holdt ulovlige svin på olden i skovene. Der synes dog ikke at være afholdt noget retssager i den anledning.
Fra 1670 foreligger to resolutioner fra Sophie Amalie om livgedingets skove, hvorefter livgedingets bønder fik frit gærdsel "såvidt til deres gærders lukkelse og indhegnelse kan haves fornøden..", mens båndstager, tækkevender og lysespid skulle udvises mod betaling. For overtrædelser med hensyn til udnyttelse fra skovene forbeholdt enkedronningen sig ret til selv at afgøre straffens størrelse. Salg af brændsel skete i enkedronningens tid både til borgere og til bønder til priser, der var væsentlig lavere end de priser, der var fastlagte i skovforordningen af 1670 for landet som helhed.
I de første år efter Sophie Amalies overtagelse af Nykøbing Amt som livgeding skete omfattende byggearbejder vedrørende slot og ladegårde, hvortil gik store tømmermængder.
I 1674 ønskede enkedronningen undersøgt hvorledes, bønderne anvendte udvist tømmer, og sognefogeder og synsmænd blev derfor beordrede at undersøge dette for det i 1672 og 1673 udviste bygningstømmer. Det viste sig, at kun en femtedel var anvendt efter hensigten, og en tiendedel endog ikke skovet. Ikke mindre end 61 % lå uudnyttet i skoven eller ved bøndernes boliger, og en mindre del var anvendt til andre formål. Desuden handlede bønder indbyrdes med tømmer. Meget taler for, at bønderne var for forarmede til at betale de håndværkere, der skulle have udført byggearbejderne.
Vilkårene for landbrugs- og godsdrift var ikke de bedste: Den Skånske Krig (1675-1679), dyrtid og misvækst betød, at bønderne gang på gang måtte have såkaldt "lånekorn", der i princippet skulle tilbagebetales med rente. I praksis gik det omvendt: jordebogens indtægter måtte jævnligt afkortes, nedslagene i indtægterne var i 1682/83 og 1683/84 henholdsvis 18 % og 52 %, og bøndernes gæld blev flere gange eftergivet helt, når den var blevet for stor.
Efter dronningens død blev der rejst kongelige erstatningskrav over for boet, idet kommissærernes relationer fra 1683 og 1685 foruden krige, udplyndringer og misvækst også fremhæver mangel på kvæg, heste og mandskab samt en forholdsvis stor hoveribyrde. Angiveligt skulle den egentlige årsag til problemet være, at egnen før 1600 havde været skovrig og derfor "svarede en række afgifter efter denne skovherlighed, der også væsentligt forøgede dets [godsets] handelsværdi i forhold til gods i slettebygden. Med tiltagende indgreb i bøndernes skovbrug blev denne herlighed dem imidlertid beskåret, og gamle afgifter, der var baseret på de forbrugs- og afsætningsfordele, som fulgte af skovrigdommen, blev dermed urealistisk høje."

## Død og begravelse
Dronningen døde på Sophie Amalienborg i 1685, 56 år gammel, hvilket næppe var nogen usædvanlig alder i datiden.
Hendes kiste står i Roskilde Domkirke. Oprindelig stod den sammen med kongens i krypten, men i 1866 blev begge optaget og placerede i kapellet. Kistens mål er ca. 219 × 100 × 92 cm, lidt mindre end kongens. Den er udført i poleret kobber med profillister og ornamentik i messing, med svajet låg og sider og hvilende på løvefødder. Lågdekorationen er mage til kongens: et krucifiks flankeret af svævende engle, forneden et dødningehoved og herunder en tredje svævende engel med et udbredt klæde, hvorpå gravskriften er graveret med versaler. På langsiderne ses rigsvåbenet og det lüneborgske våben under fælles krone (uden skjoldholdere), flankeret af monogrammer (SA). For hovedenden er dronningens buste på en piedestal flankeret af bedende kvinde med anker (symbol for håbet) og en kvinde med spejl (for klogskaben).
Indskriften på kisten lyder oversat:
"overgivet til det evige liv har den ophøjede dronning til Danmark, Norge, de Vender og Gother etc., Sophia Amalia, de danske kongers højærværdige moder og ægtefælle, et evigt forbillede for alle de fyrstelige dyder, der nogensinde er set i denne ophøjede stand. Ved ægteskabets bånd var hun lykkeligt knyttet til den ærerige Frederik 3., og ved sin lykkelige frugtbarhed skænkede hun Danmark herskere til evig tid og for stedse regenter til Europas mægtigste riger, og omsider, da den guddommelige konge var kaldet til det høje, bar hun den forladte enkestands ensomhed med fuldkomment kongeligt sind og med samme ro og mådehold som tidligere det ophøjede ægteskabs samliv, indtil hun, efter at have ombyttet disse nordlige lande og hele jorderiget, som hun så kort havde oplyst med ærens blanke stråler, med hine himmelske riger, med fornyet glans drog til det høje og overgav til ryet, som ikke kender tavshed, så mange herlige vidnesbyrd om heroiske dyder, ren Gudsfrygt, ægte kongelig mildhed etc. Hun fødtes 24. marts 1628 og døde 20. februar 1685".
Både denne og kongens kiste var tegnet af kongens generalbygmester, Lambert van Haven.

## Sophie Amalie i eftertidens kunst
Sophie Amalie optrådt mange gange i senere danske kunstværker alle mere eller mindre direkte inspireret af Leonora Christinas bog Jammers Minde. I Carit Etlars bog om Gøngehøvdingen fra 1850'erne fremstår hun som en retfærdig og kærlig kvinde. Modsat er hun fremstillet i Kristian Zahrtmanns malerier, blandt andet et fra 1882, Dronning Sophie Amalies død.

## Børn
- Christian, tronfølger og senere konge
- Anna Sophie, gift med kurfyrst Johan Georg 3. af Sachsen
- Frederikke Amalie, gift med hertug Christian Albrecht af Gottorp
- Vilhelmine Ernestine, gift med kurfyrst Karl af Pfalz
- Frederik (1651-52)
- Jørgen, som under navnet George blev gift med den senere dronning Anne af Storbritannien
- Ulrikke Eleonore, som blev gift med Karl 11. af Sverige
- Dorothea Juliane (1657-1658)